# Mqabba
Mqabba (maltesiska: L-Imqabba) är en ort och  kommun i republiken Malta.  Den ligger i den södra delen av landet, 7 kilometer sydväst om huvudstaden Valletta. 